# آتلا
آتلا (انگلیسی: Atala) شرکت دوچرخه‌سازی ایتالیایی است، که در سال ۱۹۰۷ تأسیس شد.